# جاكوبو مارين
جاكوبو مارين (بالإيطالية: Jacopo Marin)‏ هو عداء سريع إيطالي، ولد في 24 مارس 1984 في غرادو في إيطاليا.

## وصلات خارجية
- جاكوبو مارين على موقع الاتحاد الدولي لألعاب القوى (الإنجليزية)
- جاكوبو مارين على موقع الاتحاد الإيطالي لألعاب القوى (الإيطالية)